# Lijst van Menthidae
De lijst van Menthidae bevat alle wetenschappelijk beschreven soorten bastaardschorpioenen uit de familie Menthidae.

## Menthus
- Menthus J.C. Chamberlin, 1930
  - Menthus californicus J.C. Chamberlin, 1930
  - Menthus gracilis (Banks, 1909)[1]
  - Menthus mexicanus Hoff, 1945
  - Menthus rossi (J.C. Chamberlin, 1923)[1]

## Oligomenthus
- Oligomenthus Beier, 1962
  - Oligomenthus argentinus Beier, 1962
  - Oligomenthus chilensis Vitali-di Castro, 1969

## Paramenthus
- Paramenthus Beier, 1963
  - Paramenthus shulovi Beier, 1963

## Thenmus
- Thenmus Harvey, in Harvey & Muchmore 1990
  - Thenmus aigialites Harvey, in Harvey & Muchmore 1990